# Zara Nelsova
Zara Nelsova de son vrai nom Sarah Nelson (née à Winnipeg le 23 décembre 1918 - décédée à New York le 10 octobre 2002) est une violoncelliste d'origine russe, naturalisée américaine en 1953. Elle a joué sur un Stradivarius de 1726 et un Pietro Guarneri de 1735.

## Biographie
Née au Canada de parents russes, Zara Nelsova étudie avec Dezsö Mahalek et Herbert Walenn puis avec les maîtres Gregor Piatigorsky et Pablo Casals dans les années 1940. En 1929, elle fonde le Canadian Trio avec lequel elle se produit, notamment au Royaume-Uni. Son premier récital solo a lieu en 1929. L'année suivante, elle interprète le Concerto pour violoncelle de Lalo accompagnée de l'Orchestre symphonique de Londres dirigé par Malcolm Sargent. En 1939, elle devient violoncelle solo de l'Orchestre symphonique de Toronto. Elle fait ses débuts à New York en 1942. Sa carrière internationale la mènera en URSS, Australie, Israël, accompagnée des orchestres symphoniques de Winnipeg, de Vancouver et de Montréal. En 1950, elle donne la première exécution européenne du Concerto pour violoncelle de Samuel Barber et encore la première exécution américaine de la Sonate de Robert Casadesus en 1972.
Elle enseigne à la Julliard School de New York de 1962 à 2002 et compte de nombreux élèves dont Lotte Brott et Denis Brott.

## Discographie
LP
- Samuel Barber, concerto pour violoncelle, 1951, London LPS-332 ;
- Ernest Bloch, Schelomo avec l'orchestre philharmonique de Londres, l'orchestre symphonique de l'Utah ;
- Antonín Dvořák, concerto pour violoncelle, 1952, London LLP-537 ;
- Édouard Lalo, concerto pour violoncelle avec l'orchestre philharmonique de Londres, 1954, London LLP-964 ;

Rééditions et archives radios
- Lalo, Saint-Saëns, Concertos pour violoncelle ; Bloch, Schelomo - Orchestre philharmonique de Londres, dir. Adrian Boult ; Ernest Ansermet (24 janvier/1er décembre 1953 et 3 mars 1955, Testament) (OCLC 60717625)
- Sergueï Rachmaninov, sonate pour violoncelle et piano op. 19 (Naxos) ;
- Rachmaninov, Sonate pour violoncelle op. 19 ; Kodály, Sonate pour violoncelle seul op. 8 ; Reger, Suite pour violoncelle seul no 2 op. 131c - Artur Balsam, piano (avril 1955 et mai 1956, « Decca sound, mono years » CD 42 Decca) (OCLC 934718520)
- Zara Nelsova, Berlin 1956-1965. Concertos : Dvořák, Schumann, Milhaud (direction Georg Ludwig Jochum), Dmitri Kabalevski (no 1 ; direction Gerd Albrecht) ; Bach, Suites pour violoncelle seul BWV 1008, 1009, 1012 ; Boccherini, Sonate pour violoncelle no 4, G.4 ; Beethoven, Sonates pour violoncelle op. 5 et opus 102 no 2 ; Schumann, Pièces de fantaisie op. 73 ; Brahms, Sonates pour violoncelle, op. 38 et 99 - Lothar Broddack et Artur Balsam, piano (4CD Audite) (OCLC 942927881)